# Dichagyris eremopsis
Dichagyris eremopsis là một loài bướm đêm trong họ Noctuidae.